# مايكل نوري
مايكل نوري (بالإنجليزية: Michael Nouri)‏ هو ممثل أفلام و تلفزيون أمريكي ولد في يوم 9 ديسمبر 1945 في مدينة واشنطن العاصمة في الولايات المتحدة ووالد مايكل إدموند نوري هو من أصل عراقي مولود في بغداد هاجر إلى الولايات المتحدة في سنة 1938، وأمه أمريكية وإسمها جلوريا، مثل مايكل في مسلسل إن سي آي إس كما مثل في مسلسل ذا أو سي وفي مسسلسل داماجس ومثل في عدة مسلسلات أخرى.

## روابط خارجية
- مايكل نوري على موقع IMDb (الإنجليزية)
- مايكل نوري على موقع ألو سيني (الفرنسية)
- مايكل نوري على موقع أول موفي (الإنجليزية)
- مايكل نوري على موقع قاعدة بيانات برودواي على الإنترنت (الإنجليزية)
- مايكل نوري على موقع قاعدة بيانات الأفلام السويدية (السويدية)
- مايكل نوري على موقع إن إن دي بي (الإنجليزية)
- مايكل نوري على موقع قاعدة بيانات الفيلم (الإنجليزية)
- مايكل نوري على موقع كينوبويسك (الروسية)